# Luchtnomaden

Symbool van de luchtnomaden

Luchtnomaden zijn een fictief volk uit de animatieserie Avatar. Het is een verzamelnaam voor een natie van mensen die de kracht hebben om te Luchtsturen. Ze zijn een eeuw voor de serie begon uitgeroeid door Sozin, omdat deze wist dat de volgende Avatar een Luchtnomade zou zijn.
De Luchtnomaden waren qua inwoneraantal de kleinste van de vier naties in de Avatar-wereld. Ze hadden geen eigen grondgebied, maar woonden verspreid over vier tempels in de vier windrichtingen over de hele wereld. Deze zijn nu alle verlaten met uitzondering van de Noordelijke Luchttempel, die wordt bewoond door vluchtelingen van het Aarderijk. Wel is het zo dat alle Luchtnomaden bedreven waren in het Luchtsturen, terwijl bij de andere drie naties niet alle inwoners elementen kunnen sturen.

## Uiterlijk
Alle mannelijke Luchtnomaden scheren hun hoofd kaal, al van jongs af aan. De vrouwelijke Luchtnomades scheren hun voorhoofd kaal. Aan de snorren van enkele oudere Luchtmeesters en het haar van Aang valt af te leiden dat hun haar origineel donkerbruin of zwart is gekleurd. Wanneer een Luchtnomade erkend werd als Luchtmeester kregen zij tatoeages op hun armen, benen, rug en hoofd die de chi-banen volgen in het lichaam. Hun klederdracht zijn lange gewaden in oranje, bruine en gele tinten. Dit komt overeen met hun natuurlijke seizoen, herfst. Hun cultuur is geïnspireerd door het boeddhisme.

## Nationaal Symbool
Het symbool van de Luchtnomaden bestaat uit drie kleine ronde windstromen in een cirkel die klokgewijs een aantal graden zijn gedraaid. Het symbool wordt gezien in de tempels van de Luchtnomaden en op halskettingen van de Luchtnomaden.

## Cultuur
Anders dan de andere naties, die koningshuizen bezitten en bestuurd worden door vorsten, werden de Luchtnomaden bestuurd door de oudste monniken of zusters van een tempel anders gezegd een oligarchie.
Een eeuw voor het begin van de series worden de Luchtnomaden het slachtoffer van genocide uitgevoerd door de Vuurnatie, waardoor hun hele cultuur vrijwel uitgeroeid werd. De enige bekende overlevende is juist die persoon die de Vuurnatie wilde doden: Aang, de volgende Avatar. Hij was echter weggevlucht van de Zuidelijke Luchttempel vlak voor de aanval.

## Luchttempels

### Zuidelijke Luchttempel
De Zuidelijke Luchttempel is de tempel waar Aang woonde voor de inval van de Vuurnatie. Deze tempel werd enkel bewoond door mannelijke monniken. De tempel is nabij de Zuidelijke Waterstam. Hier woonde ook Aangs mentor en vriend monnik Gyatso, een van de beste Luchtstuurders. Men speelde Luchtbalveld en een ruimte alwaar monniken het spel Pai Sho kunnen spelen. Voor de inval van de Vuurnatie groeide er diverse bomen en planten, nu is het volledig bedekt met sneeuw. Hier vindt Aang ook de vliegende lemuur die hij 'Momo' noemt. Er is eveneens een heiligdom waar de standbeelden van alle vorige Avatars staan. Tijdens de tijd van Avatar Korra zijn alle Luchttempels gerestaureerd en worden ze bewoond door monniken die niet kunnen Luchtsturen en daarom ook geen pijlen op hun hoofd hebben, maar wel de kleren hebben van een Luchtstuurder.

### Noordelijke Luchttempel
De Noordelijke Luchttempel is een tempel nabij de Noordelijke Waterstam. Volgens Aang werden hier bizonpolowedstrijden gehouden. De tempel wordt honderd jaar na de genociden bewoond door vluchtelingen uit het Aarderijk, zij worden geleid door een uitvinder en zijn zoon. De vluchtelingen zijn in staat om zich in de lucht te begeven met behulp van vliegmachines, gemaakt door de uitvinder. Deze tempel is ook het meest veranderd gedurende de jaren, daar de vluchtelingen een netwerk van pijpen voor de af- en aanvoer van hete lucht hebben aangelegd. Fonteinen waren vervuild, woonvertrekken van de monniken waren vernietigd om plaats te maken voor een badhuis. En het heiligdom binnen de tempel was verbouwd tot werkplaats om wapens te vervaardigen. Ondanks de veranderingen was de tempel net als de andere tempels. De Noordelijke Luchttempel was van origine enkel voor mannelijke monniken.

### Oostelijke Luchttempel
De Oostelijke Luchttempel is de tempel waar Aang zijn vliegende bizon Appa kreeg. Deze tempel was in plaats van op één bergtop gebouwd op drie bergtoppen. De tempel had eveneens een stal voor vliegende bizons. De tempel is omgeven door planten en bloemen, een waterval en aangrenzende met elkaar verbonden vijvers omgeven door wijnranken. Goeroe Pathik leeft in deze tempel en werd voorheen bewoond door enkel vrouwelijke monniken.

### Westelijke Luchttempel
De westelijke Luchttempel is de meest afwijkende tempel, in tegenstelling tot de andere tempels die op bergen zijn gebouwd is deze tempel gebouwd aan een overhangend rots, tegen de flank van een berg, alsof het was ontworpen voor vleermuizen. De tempel heeft net als de andere tempels een fontein, 's werelds grootste Pai Sho-tafel, een echokamer en een heiligdom met de Avatarstandbeelden. De tempel diende als tijdelijk huis voor de jongste mensen die vochten in de invasie. De tempel werd enkel door vrouwelijke monniken bewoond.